# Elektronische Tanzmusik
Als elektronische Tanzmusik (englisch electronic dance music, Abk. EDM) bezeichnet man eine Fülle von tanzbaren Musikstilen der elektronischen Musik. Sie bedienen sich elektronischer Instrumente wie Synthesizer und Sampler sowie seit den 1990er Jahren auch Native Processing (softwarebasierte Musikerzeugung in Form von Softwaresynthesizern und Softwaresamplern). Im Allgemeinen sind dabei alle Klänge bis auf eventuell vorhandene Gesangsstimmen synthetisch erzeugt, nicht selten werden allerdings nichtelektronische Instrumente in Form von Samples ins Arrangement eingebaut. Akustische Instrumente wie Gitarren, Klaviere und Schlagzeug kommen ebenfalls vor, allerdings weniger häufig.

## Begriff
Als Synonym hat sich für bestimmte Teile der elektronischen Tanzmusik während der 2000er in erster Linie Dance Music bzw. Dance eingebürgert, wobei dieser Begriff besonders im nichtenglischsprachigen Raum vor allem die „massentauglicheren“ Stile der elektronischen Tanzmusik bezeichnet, also etwa Dance-Pop, Italo Disco, Euro Disco und Eurodance.
In Teilen der deutschen Technokultur ist insbesondere der englische Begriff Electronic Dance Music (EDM) oft negativ konnotiert: Obwohl Techno formal selbst zur elektronischen Tanzmusik zählt, wird unter dem Akronym EDM jedoch in Abgrenzung eine insbesondere seit den frühen 2010er Jahren für das Massenpublikum in den USA konzipierte kommerzialisierte Variante der elektronischen Tanzmusik verstanden, wie sie von DJs wie David Guetta, Calvin Harris, Bob Sinclar, deadmau5, Skrillex oder Avicii vertreten wird.
Im Gegensatz zu Techno, wo das ekstatische Tanzen zu monotonen, hypnotischen Klängen im Vordergrund steht und die DJs sich im Dunkeln auf das Ineinandermischen der Musik beschränken, rücken beim EDM die Künstler als Entertainer oder Animateure des Publikums in den Mittelpunkt und präsentieren sich in aufwändigen Bühnenshows, welche durch ihre charakteristischen Sound-Drops und -Breaks sowie den Einsatz von Pyrotechnik, Konfettisalven und Tortenschlachten geprägt sind. Das Magazin Mixmag definierte EDM in diesem Zusammenhang als „den Drop-lastigen, stadionfüllenden, faustpumpenden, chartstürmenden, massiv kommerziellen Hauptbühnen-Sound, der Amerika erobert hat. Er steht für leuchtende Westen, EDC, Ultra, Vegas-Poolpartys und fliegende Torten.“ Für Aufsehen sorgte unter anderem, als im Jahr 2017 die weltweit größte Technoparade Street Parade EDM-DJs komplett von ihren Bühnen und Umzugswagen verbannte.

## Charakteristische Elemente

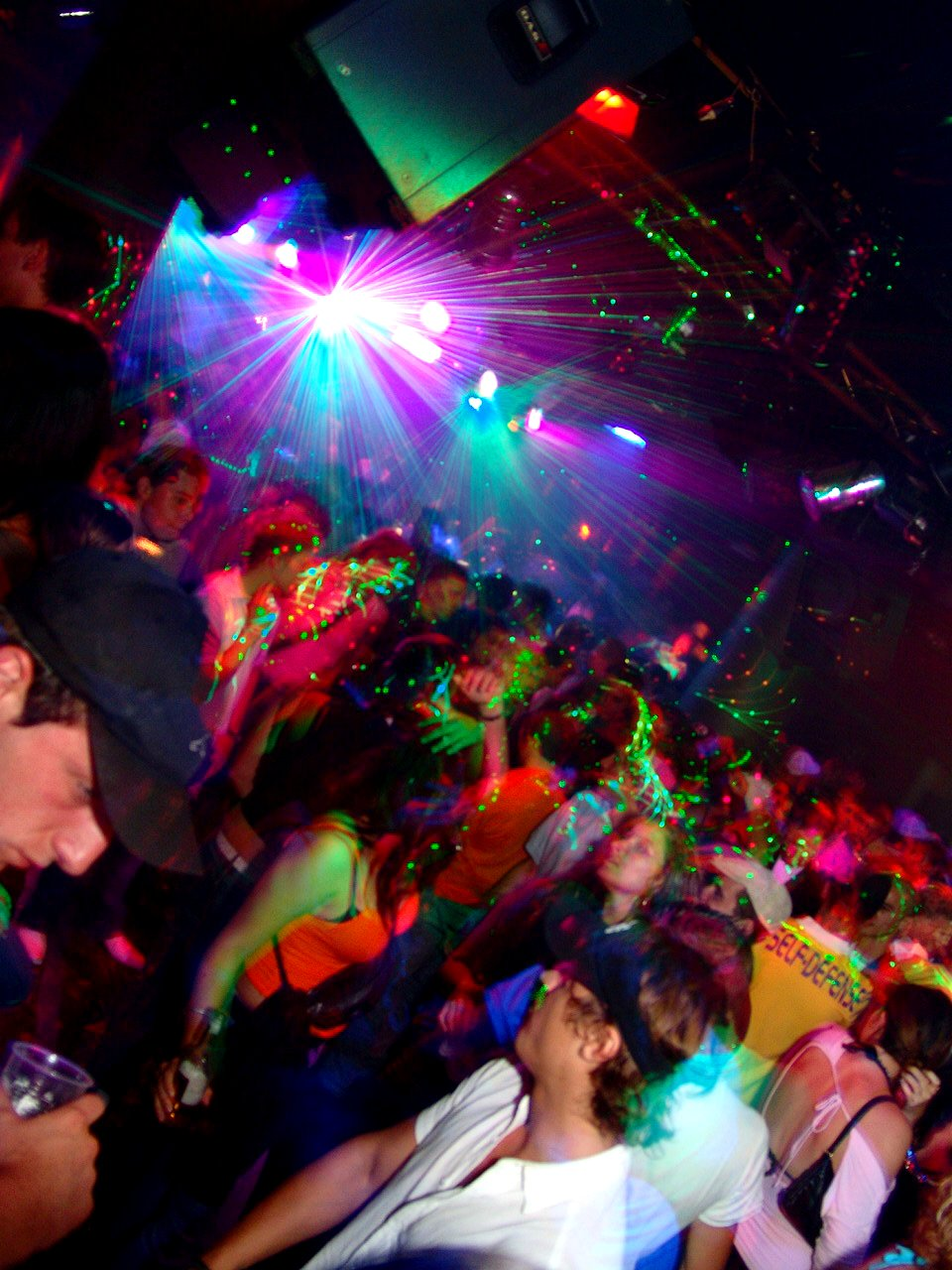
Menschen tanzen in einer Diskothek

Die elektronische Tanzmusik basiert meist auf dem sogenannten repetitiven Arrangement, bei dem mittels ständiger Wiederholung von Melodie- und Rhythmuspatterns eine tranceartige Wirkung erzeugt wird. Die Lebendigkeit der Musik wird bei den meisten Stilrichtungen durch leichte Veränderungen der Patterns (etwa durch Filtereffekte wie beim Acid) oder auch überraschende Einwürfe (wie etwa beim Minimal Techno) erzielt. Es gibt aber auch Stilrichtungen, die auf das traditionelle Songschema setzen, wie etwa der Eurodance, und andere, in denen beide Elemente kombiniert werden, wie der Trance.

## Entwicklung

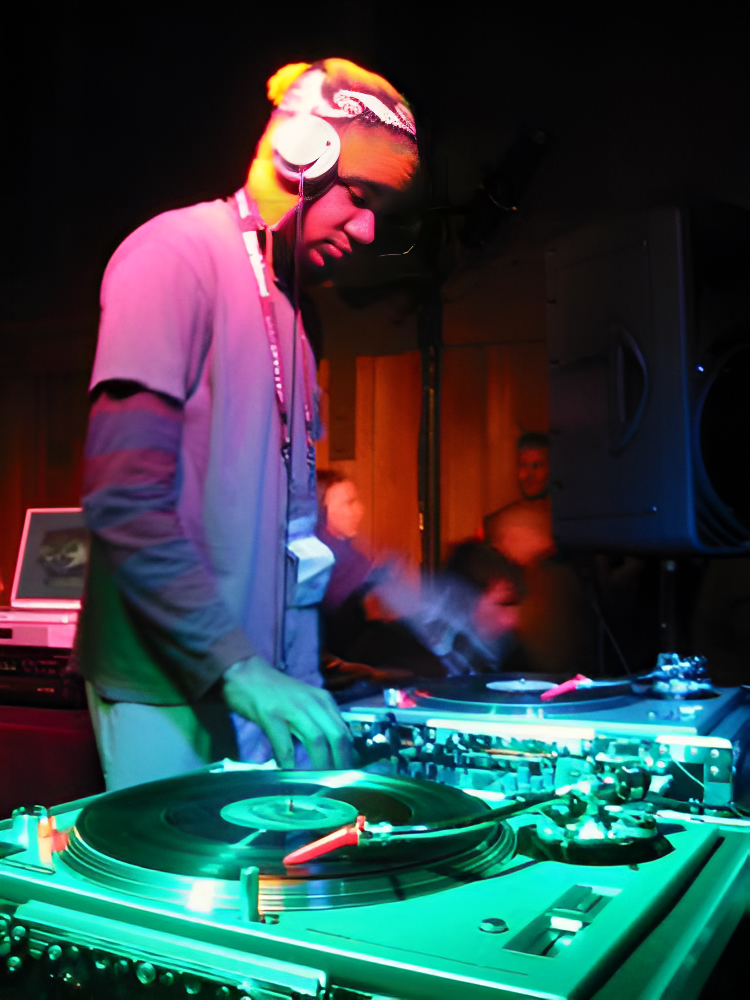
In Clubs wird elektronisch erzeugte Musik teils von analogen Schallplatten abgespielt

Das repetitive Arrangement geht auf die US-amerikanischen E-Musiker der sogenannten Minimal-Music-Bewegung zurück (z. B. Steve Reich), die in den 1960er Jahren mit minimalistischen, repetitiven, aber von traditionellen Instrumenten gespielten Arrangements experimentierten. Diese Art des Arrangements wurde von zahlreichen Bands Ende der 1960er Jahre in die Popmusik übernommen. Vor allem innerhalb der sogenannten Krautrock-Bewegung waren Experimente in diese Richtung häufig, wie es die Werke etwa von Can, Tangerine Dream und Klaus Schulze zeigen. 
In den 1970er Jahren hatten einige Bands und Produzenten in Deutschland großen Einfluss auf die Entwicklung der elektronischen Tanzmusik. Die deutsche Band Kraftwerk verwendete als erste Band ausschließlich Synthesizer für ihre Musik und legte mit dem Album Autobahn (1974) den Grundstein für den Musikstil Elektropop. Ebenso gilt der Produzent Giorgio Moroder  mit seinem am Synthesizer komponierten Euro-Disco-Sound als wegweisender Pionier der elektronischen Tanzmusik. Insbesondere der von Moroder für Donna Summer im Jahr 1976 produzierte Track I Feel Love, welcher erstmals repetitive Synthesizer-Loops mit einem durchgängigen Four-On-The-Floor-Rhythmus verband, gilt als Meilenstein der elektronischen Tanzmusik und als bedeutender Vorläufer der House- und Techno-Musik.
In den USA keimte in den 1970er Jahren eine neue DJ-Kultur auf, die eng mit der Szene der sogenannten Disco-Music, aber auch mit dem neu entstehenden Hip-Hop verbunden war. Die Discjockeys beschränkten sich von nun an nicht mehr aufs reine „Auflegen“ von Musikstücken, sondern experimentierten mit den Platten, indem sie etwa einzelne Rhythmusfragmente als sogenannte Loops wiederholt abspielten. Aus dieser Szene ging die sogenannte House Music hervor, der erste anerkannte Stil der elektronischen Tanzmusik.
Die Stilrichtung Electro Funk kombinierte erstmals beide Elemente – europäischen Synthpop und amerikanischen House bzw. Hip-Hop – und entwickelte sowohl in Europa und in den USA ab Anfang der 1980er Jahre zahlreiche Untergenres und Weiterentwicklungen, die teilweise eher dem Pop nahestanden, teilweise aber auch rein auf den tanzbaren Aspekt setzten (z. B. Techno).
Ende der 1980er Jahre gelang der elektronischen Tanzmusik der kommerzielle Durchbruch. Von nun an entstanden fast jedes Jahr neue Untergenres, die die neue Musikform auch mit anderen Elementen wie Rock, Pop, Reggae und Gothic mischten. Bis heute ist die elektronische Tanzmusik zu einem wesentlichen Bestandteil der Popmusik geworden, der nicht nur die Musik, sondern auch die Mode grundlegend beeinflusst hat. Ein Beispiel sind die Raves, Massenveranstaltungen, auf denen zu elektronischer Tanzmusik oft tagelang getanzt wird.